# Danh sách chương trình Paris By Night thập niên 1990
Dưới đây là danh sách và thông tin về các chương trình Paris By Night được sản xuất và phát hành lần đầu trong thập niên 1990. Các chương trình được phát hành dưới dạng phiên bản băng VHS.
Chương trình Paris By Night 40 với chủ đề Mẹ đặc biệt gây tranh cãi trong cộng đồng người Việt hải ngoại. Chương trình được phát hành nhân dịp Vu lan năm 1997, có một đoạn phim cho bài hát "Ca dao mẹ" của nhạc sĩ Trịnh Công Sơn. Đoạn phim minh họa gồm một đoạn phim tài liệu trong đó có cảnh máy bay pháo kích dân thường đang chạy trốn tại miền Nam Việt Nam. Nhiều người tức giận và cho rằng Thúy Nga đã bêu xấu Quân lực Việt Nam Cộng hòa nhằm để lấy tiếng tốt với chính phủ Việt Nam. Nhiều người đã viết thư đến các tòa soạn kêu gọi tẩy chay Thúy Nga và đã biểu tình trước trụ sở Thúy Nga. Thúy Nga cho rằng đây chỉ là một trường hợp nhầm lẫn do một người biên tập phim chưa thành thạo. Cả hai ông Tô Văn Lai và Nguyễn Ngọc Ngạn phải viết thư xin lỗi cộng đồng trong các tờ báo lớn.

## 1999

### Paris By Night 52
Chương trình có tên Giã từ thế kỷ, trực tiếp thu hình tại Terrace Theater (Long Beach, California) vào ngày 26/9. Đây là chương trình PBN cuối cùng trước khi bước qua năm 2000. Dẫn chương trình là Nguyễn Ngọc Ngạn và Nguyễn Cao Kỳ Duyên. Chương trình phát hành dưới dạng VHS năm 1999. Chương trình có sự xuất hiện lần đầu tiên của Mạnh Quỳnh
Nội dung chương trình
1. Back To The Past - Nguyễn Ngọc Ngạn, Nguyễn Cao Kỳ Duyên
2. Khổ Vì Yêu Nàng © (Tùng Châu, Lê Hựu Hà) - Nguyễn Hưng
3. Tiếng Hát Chim Đa Đa (Võ Đông Điền) - Như Quỳnh
4. Tình Tôi Mới Lớn © (Trần Quảng Nam) - Loan Châu
5. Chilly ChaChaCha - Phương Vy, Tommy Ngô
6. Tâm Sự Đời Tôi (Thanh Hằng) - Hoàng Lan
7. Thi Sĩ Dưới Vầng Trăng (Lời: Nhật Ngân) - Bảo Hân
8. Poupée Không Tình Yêu (Lời: Vũ Xuân Hùng) - Trúc Lam, Trúc Linh
9. Trích Đoạn Cải Lương: Tuyệt Tình Ca - Thành Được, Phượng Liên
10. Nếu Điều Đó Xảy Ra (Ngọc Châu) - Thế Sơn
11. Không Còn Mùa Thu (Việt Anh) - Ý Lan
12. Dù Anh Nghèo (Tô Thanh Tùng) - Phi Nhung, Mạnh Quỳnh
13. Hát Cho Người Xa Nhà (Lời: Phạm Duy) - Lưu Bích
14. LK Em Là Tất Cả & Phút Cuối (Lam Phương) - Phi Khanh, Anh Dũng
15. Vỗ Cái Trống Cơm (Nguyễn Nghị) - Ái Vân
16. Hài Kịch: Gia Tài Người Hàng Xóm (Nhóm Kịch Thúy Nga) - Quang Minh, Hồng Đào, Trang Thanh Lan, Kiều Linh
17. Tiếng Dân Chài (Phạm Đình Chương) - Nguyễn Hưng, Thế Sơn, Như Quỳnh, Hoàng Lan, Phi Nhung
18. Tiếc Thương © (Quốc Hùng) - Lây Minh, Diễm Liên
19. Phố Vắng Anh Rồi (Mạnh Phát) - Thanh Tuyền
20. Tình Là Gì? © (Tùng Châu, Lê Hựu Hà) - Thiên Kim
21. Only You (Lời: Nhật Ngân) - Don Hồ
22. Trai Thời Nay (Lời: Lê Xuân Trường) - Bảo Hân, Phương Vy, Lynda Trang Đài, Trúc Lam, Trúc Linh, Loan Châu
23. Lời Mẹ Ru (Trịnh Công Sơn) - Khánh Ly (phụ diễn: Như Quỳnh, Thiên Kim, Loan Châu)
24. Ai Về Với Tôi © (Trần Đức) - Trần Đức
25. Năm 2000 © (Song Ngọc) - Tommy Ngô, Lynda Trang Đài

### Paris By Night 51
Chương trình có tên We Like To Party, tập hợp các MTV quay ngoại cảnh. Phần dẫn nối các tiết mục do Nguyễn Cao Kỳ Duyên đảm trách.
Danh mục chương trình
1. We Like To Party - Bảo Hân (Published by Peer Music)
2. Người Con Gái (Lời: Lê Xuân Trường) - Lưu Bích
3. Một Đời Tiếc Nuối © (Lời: Nhật Ngân) - Don Hồ
4. Lady Of Ice © (Lời: Khúc Lan) - Trúc Lam, Trúc Linh
5. Happy Girl - Tommy Ngô, Evan Vũ Lê, Spencer Nguyễn
6. Chỉ Yêu Mình Anh © (Hà Tích) - Loan Châu
7. Khúc Hát Samba (Quốc Hùng) - Nguyễn Hưng
8. Đường Ai Nấy Đi (Lời: Lê Xuân Trường) - Thiên Kim
9. Tình Buồn Trong Mưa © (Lời: Nhật Ngân) - Thế Sơn
10. Space Invaders - Lynda Trang Đài, Tommy Ngô
11. Kịch Mầm Non Văn Nghệ - Kiều Linh, Trúc Lam, Bé Mập, Mỹ Trinh
12. Chuyện Tình Buồn © (Lời: Nhật Ngân) - Như Quỳnh
13. Dòng Đời Đổi Thay © (Lời: Khúc Lan) - Phi Phi, Bảo Hân
14. Lay All Your Love On Me - Phương Vy, Hoàng Ly
15. Kẻ Bịp Bợm Đáng Yêu (Lời: Lê Hựu Hà) - Lây Minh
16. Mừng Tân Thế Kỷ © (Tim Heintz, Randy Peterson, Khúc Lan) - Hợp Ca
17. BONUS: Oh! Mon Amour! (Christophe) - Maurice Đạt

### Paris By Night 50
Paris By Night 50 là chương trình trực tiếp thu hình do Trung tâm Thúy Nga tổ chức tại John Bassett Theater ở Toronto, Canada. Điều khiển chương trình là Nguyễn Ngọc Ngạn & Nguyễn Cao Kỳ Duyên. Đây là một trong những chương trình Paris By Night không có chủ đề, như Paris By Night 1-12, 14-18, 25, 31, và 35. Bản VHS được phát hành vào năm 1999.
Nội dung chương trình
1. Niềm Vui Không Trọn Vẹn © (Lam Phương) - Như Quỳnh
2. Giọt Sương Trên Mí Mắt (Thanh Tùng) - Lây Minh, Bảo Hân
3. Không (Nguyễn Ánh 9) - Trúc Lam, Trúc Linh
4. Chiều Hoang (Khánh Băng) - Thế Sơn
5. Tình Tự Mùa Xuân (Từ Công Phụng) - Phi Khanh
6. Chàng Kiêu Kỳ (Lời: Duy Quang) - Lynda Trang Đài
7. Nửa Đời Yêu Em (Lam Phương) - Don Hồ
8. Tan Nửa Vầng Trăng (Mỹ Huyền) - Mỹ Huyền
9. Con Gái Đôi Mươi © (Quốc Hùng) - Quốc Hùng
10. Keep Me Hangin' On - Phương Vy
11. Miên Khúc © (Ngô Thụy Miên) - Ý Lan
12. Ngoại Tôi © (Song Ngọc) - Hạ Vy
13. Kịch Ngã Rẽ Cuộc Đời (Nhóm Kịch Thúy Nga) - Hồng Đào, Quang Minh, Trang Thanh Lan, Mỹ Huyền
14. Hãy Cho Tôi © (Dino Phạm Hoàng Dzũng) - Nguyễn Hưng
15. Chắc Không Bao Giờ (Lê Kim Khánh) - Hoàng Lan
16. Hoa Tím Ngày Xưa (Hữu Xuân) - Bảo Ngọc
17. Vì Sao © (Lời: Lê Xuân Trường) - Thiên Kim
18. Hãy Để Mưa Rơi (Kim Tuấn) - Tommy Ngô
19. LK Nhạc Pháp - Elvis Phương, Thanh Lan
20. Tình Yêu Vỗ Cánh (Tuấn Phương, Linh Thư) - Như Quỳnh, Mạnh Đình
21. Tình Đời Ca Sĩ © (Lời: Lê Xuân Trường) - Lưu Bích
22. Ru Ta Ngậm Ngùi (Trịnh Công Sơn) - Khánh Ly
23. Người Yêu Cô Đơn (Đài Phương Trang) - Nguyễn Hưng, Thế Sơn, Don Hồ
24. Trên Đồi Xuân (Phạm Duy) - Ái Vân

### Paris By Night 49
Chương trình có tên Chúng ta đi mang theo Quê hương, tổ chức tại Canadian Broadcasting Center #40, Toronto, Canada. Điều khiển chương trình là Nguyễn Ngọc Ngạn. Bản VHS được phát hành vào năm 1999 và được tái bản lại dưới dạng DVD.  Chương trình có sự xuất hiện lần đầu tiên của Phi Nhung
Nội dung chương trình
1. Việt Nam Minh Châu Trời Đông (Hùng Lân) - Đoàn Thanh Niên Phật Tử Chùa Việt Nam Toronto
2. Về Mái Nhà Xưa (Nguyễn Văn Đông) - Lưu Bích
3. Rừng Lạng Sơn (Phạm Duy) - Elvis Phương
4. Nhớ Về Hội Lim (Trung Đức) - Ái Vân
5. Hướng Về Hà Nội (Hoàng Dương) - Khánh Ly
6. Kiếp Tha Hương (Lam Phương) - Mạnh Đình
7. Bèo Dạt Mây Trôi (Dân Ca Miền Bắc) - Kiều Hưng
8. Thương Về Miền Trung (Duy Khánh) - Như Quỳnh
9. Còn Chút Gì Để Nhớ (Phạm Duy, thơ: Vũ Hữu Định) - Anh Dũng
10. Nha Trang Ngày Về (Phạm Duy) - Thiên Kim
11. Ôi Quê Nhà! © (Phan Ni Tấn) - Nguyễn Hưng
12. Đà Lạt Hoàng Hôn (Minh Kỳ, Dạ Cầm) - Hoàng Lan
13. Đêm Nhớ Về Sài Gòn (Trầm Tử Thiêng) - Don Hồ
14. LK Móng Chuồn Chuồn: Móng Chuồn Chuồn, Gợi Nhớ Quê Hương (Thanh Sơn), Trên Dòng Sông Nhỏ (Hàn Châu), Về Miền Tây (Tô Thanh Tùng) - Thế Sơn, Mỹ Huyền, Hoàng Lan
15. Lý Con Sáo Bạc Liêu © (Phan Ni Tấn) - Phi Nhung
16. Gánh Lúa (Phạm Duy) - Nguyễn Hưng, Như Quỳnh
17. Hà Tiên (Lê Dinh) - Mỹ Huyền
18. Tình Quê Hương (Đan Thọ) - Thế Sơn
19. Người Di Tản Buồn (Nam Lộc) - Ngọc Minh
20. Những Nẻo Đường Việt Nam (Thanh Bình) - Như Quỳnh, Mạnh Đình, Thế Sơn, Mỹ Huyền
21. BONUS: Kiếp Độc Thân © (Song Ngọc) - Tường Nguyên

### Paris By Night 48
Paris By Night 48 với chủ đề Hình Ảnh Cuộc Đời được thu hình tại Trường quay Euromedia, Paris, Pháp và phát hành năm 1999. Điều khiển chương trình là Nguyễn Ngọc Ngạn và Nguyễn Cao Kỳ Duyên.
Nội dung chương trình
1. Chuyện Lứa Đôi (Thế Hiển) - Như Quỳnh, Don Hồ
2. Niềm Vui Hồn Nhiên (Lời: Lê Xuân Trường) - Bảo Hân
3. Trái Tim Không Ngủ Yên (Thanh Tùng) - Elvis Phương
4. Mùa Đông Biệt Ly (Lời: Lê Xuân Trường) - Ái Vân
5. Chuyện Tình Hồn Bướm Mơ Tiên © (Song Ngọc) - Hoàng Lan
6. Người Tình Ichiban (Lời: Khúc Lan) - Thế Sơn
7. Foolish Beat - Phương Vy
8. Một Ngày Không Có Em (Y Vân) - Trúc Lam, Trúc Linh
9. Ở Nơi Nào Em Còn Nhớ © (Ngô Thụy Miên) - Tuấn Ngọc
10. Tình Yêu Muôn Thuở (Lời: Lê Hựu Hà) - Thiên Kim
11. Thương Hoài Ngàn Năm (Phạm Mạnh Cương) - Bảo Ngọc
12. She's Not There (Lời: Duy Quang) - Tommy Ngô
13. Hài Kịch Niềm Vui Phụ Nữ (Nhóm Kịch Thúy Nga) - Hồng Đào, Quang Minh, Trang Thanh Lan
14. Café Đắng Trở Lại (Nguyễn Đình Lợi) - Don Hồ
15. Phôi Pha (Trịnh Công Sơn) - Ý Lan
16. Tàn Thu © (Lam Phương) - Mỹ Huyền
17. Sống Trong Phút Giây © (Lưu Bích, Kỳ Duyên) - Lưu Bích
18. Mạn Đàm Những Tình Khúc Tiêu Biểu Của Phạm Duy: Ngày Xưa Hoàng Thị, Trả Lại Em Yêu, Kỷ Vật Cho Em, Tình Ca - Phạm Duy, Thái Thanh
19. Đời Tôi Là Của Tôi © (Dino Phạm Hoàng Dũng) - Nguyễn Hưng
20. Chuyến Đi Về Sáng (Mạnh Phát, Trần Thiện Thanh) - Như Quỳnh
21. Chiều Xuân (Ngọc Châu) - Lynda Trang Đài

### Paris By Night 47
Chương trình có tên Hoàng Thi Thơ 2, tổ chức tại Canadian Broadcasting Center #40, Toronto, Canada. Đây là chương trình thứ hai, tiếp tục chương trình Paris By Night 41 để vinh danh những tác phẩm của nhạc sĩ Hoàng Thi Thơ. Điều khiển chương trình là Nguyễn Ngọc Ngạn và Nguyễn Cao Kỳ Duyên. Bản VHS được phát hành vào năm 1999.
Nội dung chương trình
1. Em Như Làn Mây - Lynda Trang Đài, Tommy Ngô
2. Các Anh Về - Như Quỳnh
3. Niềm Đau Của Cát - Lưu Bích
4. LK Phút Đầu Tiên & Mấy Nhịp Cầu Tre - Ái Vân, Elvis Phương, Hoàng Lan, Nguyễn Hưng
5. Màu Hoa Thiên Lý - Thanh Tuyền
6. Tôi Nhớ Tên Anh - Mỹ Huyền
7. Người Nghệ Sĩ Mù - Thế Sơn
8. Đưa Em Qua Cánh Đồng Vàng - Sơn Ca, Bùi Thiện
9. Lệ Buồn - Thiên Kim
10. Gặp Nhau - Hoài Nam
11. Chuyện Tình Cô Lái Đò Bến Hạ - Hoàng Lan (Đạo diễn: Khanh Nguyễn)
12. Biết Đâu Tìm - Phương Dung
13. Diễm Tình - Don Hồ
14. Múc Ánh Trăng Vàng - Như Quỳnh, Thế Sơn
15. Ai Nhớ Chăng Ai - Hương Lan
16. Hình Ảnh Người Em Không Đợi - Trúc Lam, Trúc Linh
17. Lời Thề Của Loài Hoa Trắng - Bảo Ngọc
18. Đám Cưới Trên Đường Quê - Tường Nguyên
19. Xe Hoa Một Chiếc - Nguyễn Hưng
20. Kinh Chiều - Khánh Ly
21. Rồi Một Ngày - Elvis Phương
22. Mời Lên Hái Đóa Hoa Rừng - Ái Vân
23. Đêm Buồn - Ý Lan
24. Cái Trâm Em Cài - Phương Vy, Thiên Kim, Lynda Trang Đài

## 1998

### Paris By Night 46
Chương trình có tên 15th Anniversary Celebration kỷ niệm 15 năm thành lập chương trình PBN, được trực tiếp thu hình tại Long Beach Convention Center, Long Beach, California vào ngày 25 tháng 7, 1998. Điều khiển chương trình là nhà văn Nguyễn Ngọc Ngạn và Kỳ Duyên, được phát hành vào Giáng Sinh 1998.
Nội dung chương trình
1. Đời Em Như Cát Khô © (Lê Xuân Trường) - Thiên Kim
2. Nghi Ngờ (Tuấn Lê) - Mỹ Huyền, Thế Sơn
3. Mưa Hồng (Trịnh Công Sơn) - Khánh Ly
4. Holiday (Lời Việt: Duy Quang) - Lynda Trang Đài
5. Đóa Hoa Đôi (Hữu Xuân) - Trúc Lam, Trúc Linh
6. Mùa Thu Xa Em (Ngô Thụy Miên) - Ái Vân, Elvis Phương
7. Tình Yêu Tân Thế Kỷ © (Song Ngọc) - Don Hồ
8. Chị Tôi (Trọng Đài, thơ: Đoàn Thị Tảo) - Thùy Dương
9. Hài Kịch Thiên Duyên Tiền Định (Nhóm Kịch Thúy Nga) - Trang Thanh Lan, Hồng Đào, Quang Minh
10. Tàn Nỗi Mong Chờ (Lời Việt: Lê Xuân Trường) - Như Quỳnh
11. Lạnh Trọn Đêm Mưa (Huỳnh Anh) - Hoài Nam
12. Café Một Mình (Ngọc Lễ) - Bảo Ngọc, Nguyễn Hưng
13. Lady Marmelade (Lời Việt: Lê Xuân Trường) - Châu Ngọc, Phương Vy
14. Tâm Sự Gửi Về Đâu (Phạm Duy, thơ: Lê Minh Ngọc) - Elvis Phương
15. Nhạc Cảnh Thị Mầu Lên Chùa © (Phạm Duy) - Giọng: Ái Vân, Thái Hiền, Diễn: Ái Vân, Bảo Hân
16. Xe Đạp Ơi! (Ngọc Lễ) - Thế Sơn
17. Yesterday (Lời Việt: Lê Hựu Hà, Nguyễn Trung Cang) - Tuấn Ngọc, Duy Quang, Thái Hiền, Thái Thảo
18. Đêm Vắng Anh © (Lời Việt: Lê Xuân Trường) - Lưu Bích
19. Mưa Trên Phố Huế (Minh Kỳ, Tôn Nữ Thụy Khương) - Hoàng Lan
20. Nhạc Cảnh Westside Story - Tommy Ngô, Bảo Hân
21. Đừng Lừa Dối Nhau (Y Vân) - Ý Lan
22. Con Gái Bây Giờ (Quốc Hùng) - Nguyễn Hưng
23. Trình Diễn Áo Dài Chúc Mừng © (Lam Phương) - Bảo Hân, Phương Vy, Thiên Kim, Mỹ Huyền, Hoàng Lan, Trúc Linh, Trúc Lam, Châu Ngọc, Như Quỳnh, Bảo Ngọc, Lynda Trang Đài
24. Hậu Trường Sân Khấu - Behind The Scenes

### Paris By Night 45
Chương trình mang tên Vào hạ, được trực tiếp thu hình tại Canadian Broadcasting Centre Studio #40 (Toronto, Canada). Bản VHS được phát hành vào năm 1998.
Nội dung chương trình
1. Mối Duyên Tình Sâu © (Lời Việt: Lê Xuân Trường) - Don Hồ, Châu Ngọc
2. Đêm Cuối Cùng (Phạm Đình Chương) - Ý Lan
3. Khi Đã Yêu (Phượng Linh) - Hoàng Lan
4. Thì Thầm Mùa Xuân (Ngọc Châu) - Bảo Hân
5. Điệu Buồn (Đào Duy) - Thùy Dương
6. Tôi Trở Về Thành Phố (Y Vân) - Thanh Phong, Phương Đại
7. Frozen (Lời Việt: Duy Quang) - Lynda Trang Đài
8. Mai Lỡ Mình Xa Nhau (Lưu Trần Lê) - Hương Lan, Hoài Nam
9. Đừng Anh Nhé (Thế Hiển) - Trúc Lam, Trúc Linh
10. Chiều Phủ Tây Hồ (Phú Quang) - Ái Vân
11. Muộn Màng (Lời Việt: Kỳ Duyên) - Kỳ Duyên, Maurice Đạt
12. I Could Fall In Love - Phương Vy
13. Phù Du (Phan Kiên) - Thu Hằng, Diệu Hằng
14. Chuyện Người Đàn Bà 2000 Năm Trước (Song Ngọc) - Thế Sơn
15. Nếu Ta Đừng Quen Nhau (Huỳnh Anh) - Bảo Ngọc
16. Nhạt Nắng (Xuân Lôi, Y Vân) - Mỹ Huyền
17. I'm Too Sexy - Tommy Ngô
18. Hoài Cảm (Cung Tiến) - Lưu Bích
19. Tân Cổ Bánh Bông Lan (Loan Thảo) - Hương Lan, Chí Tâm
20. Vào Hạ (Lê Hựu Hà) - Như Quỳnh
21. Sao Không Đến Bên Em (Lời Việt: Phạm Duy) - Thiên Kim
22. Chỉ Riêng Mình Ta © (Lời Việt: Lê Xuân Trường) - Nguyễn Hưng

### Paris By Night 44
Chương trình có tên Tiền, trực tiếp thu hình tại Canadian Broadcasting Centre Studio #40 (Toronto, Canada). Điều khiển chương trình là nhà văn Nguyễn Ngọc Ngạn và Nguyễn Cao Kỳ Duyên. Chương trình có sự góp mặt lần đầu của Bảo Ngọc và Phương Vy. Bản VHS được phát hành vào năm 1998.
Danh sách bài hát
1. Tiền © (Song Ngọc) - Thế Sơn
2. Một Thời Hoa Mộng © (Lam Phương) - Bảo Ngọc
3. LK Mưa Chiều Kỷ Niệm (Duy Yên, Quốc Kỳ), Như Giấc Chiêm Bao (Lam Phương), Niệm Khúc Cuối (Ngô Thụy Miên) - Ái Vân, Elvis Phương
4. Hào Hoa (Giao Tiên) - Lynda Trang Đài
5. Vòng Tay Giữ Trọn Ân Tình (Đỗ Kim Bảng, Y Vân) - Như Quỳnh
6. Lần Xa Cách Trong Đời (Lời Việt: Lê Xuân Trường) - Lưu Bích
7. Sao Người Nỡ Quên © (Lê Xuân Trường) - Nguyễn Hưng
8. Tương Tư Khúc (Lời Việt: Mỹ Huyền) - Mỹ Huyền
9. Trong Tầm Mắt Đời (Tú Nhi) - Hoài Nam
10. Chuyện Tình Không Suy Tư (Tâm Anh) - Trúc Lam, Trúc Linh
11. Màu Kỷ Niệm (Phạm Đình Chương) - Elvis Phương
12. Modern Love - Tommy Ngô
13. Tình Yêu Cho Đến Mai Sau © (Ngọc Trọng) - Thiên Kim
14. My Heart Will Go On - Phương Vy
15. Tình Cho Không (Lời Việt: Phạm Duy) - Kỳ Duyên, Nguyễn Hưng
16. Hẹn Hò (Phạm Duy) - Thùy Dương
17. Thói Đời (Trúc Phương) - Mạnh Đình
18. Thằng Bờm © (Phạm Duy) - Ái Vân, Kiều Hưng
19. Có Lẽ (Lê Kim Khánh) - Hoàng Lan
20. Mùa Xuân Sao Chưa Về Hỡi Em © (Trường Sa) - Tuấn Ngọc
21. I Who Have Nothing (Lời Việt: Khúc Lan) - Don Hồ

### Paris By Night 43
Chương trình có tên Đàn bà, trực tiếp thu hình tại Canadian Broadcasting Centre Studio #40 (Toronto, Canada). Điều khiển chương trình là Nguyễn Ngọc Ngạn & Nguyễn Cao Kỳ Duyên. Trong chương trình, lần đầu tiên được tăng cường phần hài kịch cũng như một video clip tựa đề "Đàn bà" do Nguyễn Ngọc Ngạn thủ diễn. Bản VHS được phát hành vào năm 1998.
Nội dung chương trình
1. Đàn Bà (Song Ngọc) - Don Hồ
2. Tình Yêu Màu Tím © (Song Ngọc) - Hoàng Lan
3. Japanese Girls - Tommy Ngô
4. Tình Một Chiều © (Lan Anh) - Lưu Bích
5. Nửa Kiếp Cô Đơn © (Hàn Sinh) - Mạnh Đình
6. Khi Biết Yêu - Trúc Lam, Trúc Linh
7. Chiếc Bóng Bên Đường (Phạm Duy) - Thanh Lan
8. Bến Thượng Hải (Lời Việt: Nhật Ngân) - Nguyễn Hưng, Như Quỳnh
9. Giọt Lệ Đài Trang (Châu Kỳ) - Hoài Nam
10. Kịch Chuyện Cấm Đàn Ông (Ngô Tấn Triển) - Hồng Đào, Ái Vân, Trang Thanh Lan
11. Khi Em Thoáng Qua Đời Tôi (Mai Anh Việt) - Thiên Kim
12. Woman In Love - Lynda Trang Đài
13. Tình Chàng Ý Thiếp (Y Vân) - Hương Lan
14. Em Đến Thăm Anh Một Chiều Mưa (Tô Vũ) - Thùy Dương
15. Người Đàn Bà Vô Tình (Lời Việt: Trường Huy) - Thế Sơn
16. Tấm Ảnh Không Hồn (Hoài An) - Mỹ Huyền
17. Chung Mộng © (Lam Phương) - Như Quỳnh
18. Chuyện Tình Nàng Tô Thị © (Lam Phương) - Ái Vân (Đạo diễn: Phương Vi)
19. Diamonds Are Girl's Best Friend - Lynda Trang Đài, Kỳ Duyên
20. Tình Khúc Thứ Nhất (Vũ Thành An) - Thanh Hà
21. Hương © (Nhật Ngân) - Nguyễn Hưng

## 1997

### Paris By Night 42
Chương trình có tên Dòng nhạc kỷ niệm, trực tiếp thu hình tại John Bassett Theater - Metro Convention Center (Toronto, Canada). Điều khiển chương trình là Nguyễn Ngọc Ngạn và Nguyễn Cao Kỳ Duyên. Bản VHS được phát hành vào năm 1997.
Nội dung chương trình
1. Nỗi Buồn Châu Pha (Lê Dinh) - Như Quỳnh
2. LK 10 Năm Tình Cũ: Lần Đầu Lần Cuối (Vũ Chương, Dạ Cầm), Bản Tình Cuối (Ngô Thụy Miên), 10 Năm Tình Cũ (Trầng Quảng Nam) - Thế Sơn
3. Đau Xót Lý Chim Quyên (Vũ Đức Sao Biển) - Hương Lan
4. Save Tonight - Bảo Hân
5. Một Thuở Yêu Người (Lời Việt: Khúc Lan) - Don Hồ, Châu Ngọc
6. Khổ Vì Yêu © (Mỹ Huyền) - Mỹ Huyền
7. Fever - Lynda Trang Đài
8. Chán Nản (Văn Phụng) - Thanh Hà
9. Mưa Hạ © (Quang Bình) - Nguyễn Hưng
10. Cô Hàng Cà Phê (Canh Thân) - Ái Vân, Thái Châu
11. Biết Nói Gì Đây (Huỳnh Anh) - Họa Mi
12. Mony, Mony - Tommy Ngô
13. Phận Tơ Tằm (Minh Kỳ, Hồ Tịnh Tâm) - Hoàng Lan
14. Chút Kỷ Niệm Buồn (Tô Thanh Sơn) - Mạnh Đình
15. Love's In Disguise - Bảo Hân, Kỳ Duyên, Thanh Hà
16. Chiều Hôm Nay (Đức Huy) - Thu Hằng, Diệu Hằng
17. Khi Người Xa Tôi © (Lê Xuân Trường) - Thiên Kim
18. LK Tuổi Học Trò: Mùa Thi (Đỗ Kim Bảng), Hè Về (Hùng Lân), Nỗi Buồn Hoa Phượng (Thanh Sơn), Thế Rồi Một Mùa Hè (Phạm Mạnh Cương), Mùa Phượng Vỹ (Ngọc Minh Hà, Lâm Trường Long) - Như Quỳnh, Hoàng Lan, Mỹ Huyền
19. Chuyện Tình Buồn 100 Năm © (Hàn Sinh) - Hoài Nam
20. Ước Hẹn Ngày Mùa © (Ái Vân) - Ái Vân
21. Hạnh Phúc Trong Tầm Tay (Lam Phương) - Lưu Bích
22. LK Never Fall In Love - Tuấn Ngọc, Thái Hiền, Thái Thảo, Don Hồ

### Paris By Night 41
Chương trình có tên Hoàng Thi Thơ - Một đời cho âm nhạc, trực tiếp thu hình tại Canadian Broadcasting Center #40, (Toronto, Canada). Đây là chương trình thứ nhất vinh danh nhạc sĩ Hoàng Thi Thơ. Điều khiển chương trình là Nguyễn Ngọc Ngạn và Nguyễn Cao Kỳ Duyên. Bản VHS được phát hành vào năm 1997.
Nội dung chương trình
1. Ô Kìa Đời Bỗng Dưng Vui - Thiên Kim, Trúc Lam, Trúc Linh
2. Tình Mùa Hoa Đào - Hương Lan
3. Tạ Tình - Họa Mi
4. Hoa Hồng Một Đóa - Nguyễn Hưng
5. Bài Thơ Cuối Cùng - Ý Lan
6. LK Duyên Quê & Tình Ta Với Mình - Quang Bình, Sơn Ca
7. Hỏi Người Còn Nhớ Đến Ta - Thế Sơn
8. Ai Buồn Hơn Ai - Hoàng Lan
9. Nhớ Thành Đô - Thái Châu
10. Chuyện Tình Người Trinh Nữ Tên Thi - Như Quỳnh (short version)
11. Bóng Hồng Việt Nam - Mỹ Huyền
12. Đưa Em Xuống Thuyền - Ái Vân
13. Tà Áo Cưới - Hoài Nam
14. Đường Xưa Lối Cũ - Như Quỳnh
15. Mùa Thu Đông Kinh - Don Hồ
16. Điệu Buồn Dang Dở - Thanh Lan
17. Những Ngày Thơ Mộng - Thanh Hà
18. Ôi Chưa Kịp Nói Với Nhau Một Lời - Lưu Bích
19. Tìm Anh - Hoàng Lan
20. Con Tim Và Nước Mắt - Trúc Linh, Trúc Lam
21. Rong Chơi Cuối Trời Quên Lãng - Thiên Kim
22. LK Rước Tình Về Với Quê Hương, Gạo Trắng Trăng Thanh, Tình Ca Trên Lúa - Ái Vân, Mỹ Huyền, Hoàng Lan, Thái Châu, Nguyễn Hưng, Thế Sơn
23. LK Xây Nhà Bên Suối & Túp Lều Lý Tưởng - Tommy Ngô, Lynda Trang Đài

### Paris By Night 40
Chương trình có chủ để mang tên Mẹ
1. Diễn Giải - Nguyễn Ngọc Ngạn
2. Lời Ru, Bú Mớm, Nâng Niu (Thơ: Phạm Thiên Thư, Nhạc: Phạm Duy) - Thái Hiền
3. Bông Hồng Cài Áo (Ý: Nhất Hạnh, Nhạc: Phạm Thế Mỹ) - Nguyễn Hưng
4. Phỏng Vấn Đặc Biệt: Thiền Sư Thích Nhất Hạnh
5. Quê Mẹ (Thu Hồ) - Họa Mi
6. Ngàn Đời Thương Nhớ Mẹ © (Mỹ Huyền) - Mỹ Huyền
7. Khóc Mẹ (Lam Phương) - Thái Châu
8. Lòng Mẹ (Y Vân) - Hương Lan
9. Ca Dao Mẹ (Trịnh Công Sơn) - Don Hồ
10. Ơn Nghĩa Sinh Thành (Dương Thiệu Tước) - Hoàng Lan
11. Nhớ Mẹ - Hoài Nam
12. Ru Đêm (Thanh Lan) - Thanh Lan
13. Tiếng Mẹ Ru Ngàn Đời - Thanh Hà
14. Khúc Ca Dâng Mẹ © (Ái Vân) - Ái Vân
15. Mẹ (Lời: Nguyễn Đình Toàn, Nhạc: Nguyễn Linh Diệu) - Lưu Bích
16. Mẹ Tôi (Nhị Hà) - Thế Sơn
17. Tạ Ơn Mẹ © (Lam Phương) - Như Quỳnh
18. Mẹ Năm 2000 (Phạm Duy) - Khánh Ly

### Paris By Night 39
Chương trình có tên Ánh đèn màu, trực tiếp thu hình tại Canadian Broadcasting Centre Studio #40 (Toronto, Canada). Dẫn chương trình là Nguyễn Ngọc Ngạn và Nguyễn Cao Kỳ Duyên. Chương trình phát hành dưới dạng VHS năm 1997.
Nội dung chương trình
1. Không 2 (Nguyễn Ánh 9) - Lynda Trang Đài, Bảo Hân, Tommy Ngô
2. Ánh Đèn Màu (Lời Việt: Phạm Duy) - Ý Lan
3. Từ Giã Thơ Ngây (Minh Kỳ, Nguyễn Hiền) - Hoàng Lan
4. Trái Tim Lầm Lỡ (Lời Việt: Khúc Lan) - Lưu Bích
5. Hương Xưa (Vũ Hoàng, thơ: Cao Vũ Huy Miên) - Hoài Nam
6. China Girl (Lời Việt: Michael Thuận) - Tommy Ngô
7. Chuyện Tình Lá Diêu Bông (Nguyễn Tiến, thơ: Hoàng Cầm) - Ái Vân
8. Ngày Vui Qua Mau (Nhật Ngân, Việt Đinh Lang) - Thế Sơn
9. LK Đêm Đô Thị (Y Vân), Ai Đưa Em Về (Nguyễn Ánh 9), Thành Phố Mưa Bay (Bằng Giang) - Lây Minh, Thiên Kim, Khánh Hoàng
10. Thúy Đã Đi Rồi (Y Vân, thơ Nguyễn Long) - Nguyễn Hưng
11. Kiếp Cầm Ca (Huỳnh Anh) - Mỹ Huyền
12. Nỗi Lòng (Nguyễn Văn Khánh) - Bích Chiêu
13. Mơ Làm Cánh Chim (Lời Việt: Nhật Ngân) - Bảo Hân
14. Vực Sâu Hạnh Phúc © (Nguyễn Đình Lợi) - Don Hồ
15. Flashdance (Lời Việt: Michael Thuận) - Lynda Trang Đài
16. Còn Mãi Thương Yêu © (Đức Huy) - Đức Huy, Thảo My
17. Mộng Ban Đầu (Hoàng Trọng, thơ: Hồ Đình Phương) - Họa Mi
18. Chờ Người (Khánh Băng) - Như Quỳnh
19. Tu Là Cõi Phúc, Tình Là Dây Oan (Lam Phương biên soạn) - Ái Vân, Thái Châu, Trang Thanh Lan, Mỹ Huyền, Hoàng Bích
20. Cảm Ơn Người Tình © (Lam Phương) - Thanh Hà
21. Lãng Du (Lời Việt: Vũ Xuân Hùng, Nguyễn Duy Biên) - Kỳ Duyên, Nguyễn Hưng
22. BONUS SONG: Bọt Biển (Lam Phương) - Thế Sơn, Như Quỳnh (Đạo diễn: Lưu Huỳnh)

## 1996

### Paris By Night 38
Chương trình có tên In Toronto, trực tiếp thu hình tại Canadian Broadcasting Centre Studio #40 (Toronto, Canada). Đây là chương trình đầu tiên Trung tâm Thúy Nga thu hình tại Toroto, Canada và hợp tác với đài CBC.
Dẫn chương trình là Nguyễn Ngọc Ngạn và Nguyễn Cao Kỳ Duyên. Chương trình phát hành dưới dạng VHS năm 1996. Đây là chương trình mà nữ ca sĩ Như Quỳnh chính thức xuất hiện trên sân khấu Thúy Nga - Paris by night sau khi hết hợp đồng với Trung tâm Asia.
Nội dung chương trình
1. Khi Màn Đêm Xuống (Lời Việt: Chí Tài) - Châu Ngọc, Phi Phi
2. Hoa Tím Người Xưa (Thanh Sơn) - Như Quỳnh
3. Mộng Dưới Hoa (Phạm Đình Chương, thơ: Đinh Hùng) - Ái Vân, Thái Châu
4. Jailhouse Rock - Tommy Ngô
5. Tiếc Thu (Thanh Trang) - Họa Mi
6. Vĩnh Biệt Người Tình (Lời Việt: Phạm Duy) - Thanh Hà
7. Trở Về Cát Bụi (Minh Kỳ) - Thế Sơn
8. Nấu Bánh Đêm Xuân (Qui Sắc) - Hương Lan, Chí Tâm
9. Còn Lại Nỗi Cô Đơn (Lời Việt: Nhật Ngân) - Nguyễn Hưng
10. Ảo Ảnh (Y Vân) - Mỹ Huyền
11. Nếu Anh Đừng Hẹn (Lê Dinh, Dạ Cầm) - Hoàng Lan
12. Copacabana - Tommy Ngô, Lê Toàn, Kỳ Duyên
13. Nụ Hôn Khó Quên © (Lưu Bích) - Lưu Bích
14. Những Đồi Hoa Sim (Dzũng Chinh, thơ Hữu Loan) - Hoài Nam
15. Dấu Chân Tình Ái © (Ngọc Trọng) - Don Hồ
16. Tôi Vẫn Nhớ (Ngân Giang) - Thế Sơn, Như Quỳnh
17. Riêng Một Góc Trời © (Ngô Thụy Miên) - Tuấn Ngọc
18. I Need A Hero - Lynda Trang Đài
19. Quê Hương Và Mẹ Hiền © (Văn Đắc Nguyên) - Hương Lan
20. Hoa Thơm Bướm Lượn - Ái Vân
21. LK Giáng Sinh: Marry Christmas Darling, Jingle Bell Rock, Last Christmas - Ngọc Hương, Don Hồ, Thanh Hà

### Paris By Night 37
Chương trình có tên In Las Vegas 2, trực tiếp thu hình tại Circus Maximus Showroom ở Caesars Palace năm 1996. Dẫn chương trình là Nguyễn Ngọc Ngạn và Nguyễn Cao Kỳ Duyên. Chương trình phát hành dưới dạng VHS năm 1996.
Danh sách các tiết mục
1. Mây Lang Thang (Lời Việt: Nam Lộc) - Bảo Hân, Châu Ngọc, Thanh Hà
2. Qua Cơn Mê (Trịnh Lâm Ngân) - Hoàng Lan
3. Sầu Đông (Khánh Băng) - Nguyễn Hưng
4. Bóng Chiều Xưa (Dương Thiệu Tước) - Họa Mi
5. Lệ Tình Buồn © (Mai Nguyễn) - Thế Sơn
6. LK Trả Lại Em Yêu & Kỷ Vật Cho Em (Phạm Duy) - Thanh Lan, Joseph Hiếu
7. Summer Kisses Winter Tears (Lời Việt: Mỹ Huyền) - Philip Huy
8. Đồi Thông Hai Mộ (Hồng Vân) - Hương Lan
9. Trước Lầu Ngưng Bích © (Lam Phương biên soạn) - Ái Vân, Thái Châu, Ngọc Anh, Bảo Hân, Châu Ngọc, Hoàng Lan
10. Đêm Vũ Trường (Anh Bằng) - Mỹ Huyền
11. Gọi Người Xa Vời © (Thanh Trúc) - Don Hồ
12. Người Đi Qua Đời Tôi (Phạm Đình Chương, thơ: Trần Dạ Từ) - Thanh Hà
13. Em Cứ Hẹn (Hoàng Thanh Tâm) - Hoài Nam
14. Triệu Đóa Hoa Hồng (Lời Việt: Nhật Ngân) - Ái Vân
15. Chuyện Tình Yêu (Lời Việt: Phạm Duy) - Nguyễn Hưng, Kỳ Duyên
16. LK Lời Yêu Thương: Lời Yêu Thương (Đức Huy), Cho Anh Xin Số Nhà (Trần Thiện Thanh), Phone Cho Em (Lời Việt: Tùng Giang) - Phương Loan, Chí Tài Brothers
17. Cuộc Tình Lỡ © (Mai Nguyễn) - Don Hồ, Ngọc Huệ
18. Grease - Tommy Ngô, Lynda Trang Đài
19. Cho Em Quên Tuổi Ngọc (Lam Phương) - Khánh Hà
20. Stand By Me - Lynda Trang Đài, Tommy Ngô, Thanh Hà, Don Hồ, Bảo Hân, Philip Huy, Châu Ngọc, Long Hồ

### Paris By Night 36
Chương trình còn có tên In Houston, trực tiếp thu hình tại Houston Music Hall và phát hành dưới dạng VHS năm 1996. Đây là chương trình đầu tiên Trung tâm Thúy Nga thu hình tại Houston, Texas. Điều khiển chương trình là Nguyễn Ngọc Ngạn và lần đầu tiên trên sân khấu Paris By Night, Hồng Đào - trong vai trò MC.
Danh sách các tiết mục
1. Hoang Vắng (Quốc Dũng) - Bảo Hân, Châu Ngọc, Thanh Hà
2. Mái Tóc Dạ Hương (Thơ: Đinh Hùng, Nhạc: Nguyễn Hiền) - Ý Lan
3. Chết Trong Vòng Tay Em (Lời: Khúc Lan) - Don Hồ
4. Hoa Mười Giờ (Đài Phương Trang) - Hoàng Lan
5. Nửa Hồn Thương Đau (Phạm Đình Chương) - Họa Mi
6. Say (Lam Phương) - Nguyễn Hưng
7. Duyên Nợ Chợ Trời (Qui Sắc, Đức Phú) - Hương Lan, Chí Tâm
8. Chiếc Lá Mùa Đông (Lời: Khúc Lan) - Bảo Hân
9. Tôi Yêu Em © (Thái Châu) - Thái Châu
10. Knight In White Satin (Lời: Mỹ Huyền) - Philip Huy
11. Kẻ Yêu Thầm © (Mỹ Huyền) - Mỹ Huyền
12. Tình Lỡ Trăm Năm (Lời: Minh Thảo) - Ái Vân, Nguyễn Hưng
13. Romeo & Juliet - Dalena, Henry Chúc, Fu Man Chu, Phạm Long
14. Đường Đi Trọn Kiếp © (Lam Phương) - Thế Sơn
15. Giận Mà Thương - Hương Lan
16. One Good Man - Lynda Trang Đài
17. Giàn Thiên Lý Đã Xa (Lời: Phạm Duy) - Thanh Lan
18. Trên Da Tình Yêu (Lê Uyên Phương) - Lê Uyên Phương
19. Cần Thiết © (Thơ: Nguyên Sa, Nhạc: Ngô Thụy Miên) - Thanh Hà
20. Người Đẹp Trong Tranh © (Phạm Duy) - Thế Sơn, Ái Vân

### Paris By Night 35
Paris By Night 35 là một trong những chương trình của Paris By Night không có tựa đề đặc biệt, giống như Paris By Night 1-12, 14-18, Paris By Night 25, Paris By Night 31 & Paris By Night 50. Chương trình trực tiếp thu hình tại Paris (Pháp) và phát hành dưới dạng VHS năm 1996.
Danh sách các tiết mục
1. Ngựa Phi Đường Xa (Lê Yên) - Thế Sơn, Nguyễn Hưng, Chí Tài
2. Lời Tình Buồn (Vũ Thành An) - Thanh Hà
3. Suspicion (Lời Việt: Trường Kỳ) - Henry Chúc
4. Giọt Sầu Trinh Nữ (Thu Hoài Nguyễn, Đan Linh) - Phương Loan
5. Tình Lỡ - Jenny Loan
6. Tấu Hài - Vân Sơn, Hoài Linh
7. Cánh Hoa Tàn Úa (Lời Việt: Nhật Ngân) - Diễm Liên
8. Cô Bé Hờn Dỗi (Nguyễn Ngọc Thiện) - Bảo Hân
9. Kiếp Sau (Nhật Ngân, thơ: Trần Mộng Tú) - Ái Vân
10. Sang Ngang (Đỗ Lễ) - Dalena
11. Sunshine Day - Don Hồ
12. Cơn Mưa Trong Đời (Lời Việt: Khúc Lan) - Ngọc Lan
13. Hoàng Hôn Màu Tím (Thế Hiển) - Hương Lan
14. Xóm Đêm (Phạm Đình Chương) - Duy Quang, Thế Sơn, Nguyễn Hưng
15. Everyman Needs A Woman (Lời Việt: Nhật Ngân) - Phi Phi
16. Thu Đến Bao Giờ (Lam Phương) - Ý Lan
17. Thuyền Hoa (Phạm Thế Mỹ) - Nguyễn Hưng, Ái Vân
18. All Alone (Vũ Tuấn Đức) - Khánh Hà
19. Trò Chơi (Tôn Thất Lập) - Thế Sơn, Bảo Hân

## 1995

### Paris By Night 34
Chương trình có tên Made in Paris, thực hiện tại Paris, Pháp. Điều khiển chương trình là Nguyễn Ngọc Ngạn và Nguyễn Cao Kỳ Duyên. Bản VHS được phát hành vào cuối năm 1995.
Nội dung
1. Made In Paris - Vũ Đoàn Lido de Paris
2. Một Kiếp Phong Ba (Lời Việt: Nhật Ngân) - Bảo Hân
3. Con Quỳ Lạy Chúa Trên Trời (Thơ: Nhất Tuấn, Nhạc: Phạm Duy) - Thanh Lan
4. Tuyết Muộn © (Lam Phương) - Don Hồ
5. Đoạn Cuối Một Cuộc Tình © (Lam Phương) - Hoàng Lan
6. LK Ghen: Đi Với Tôi (Canh Thân), Cánh Hồng Trung Hoa, Ghen (Trọng Khương, thơ: Nguyễn Bính) - Phương Loan, Chí Tài Brothers
7. Lời Tình Buồn (Hoàng Thanh Tâm) - Ý Lan
8. Về Đây Hỡi Em (Lời Việt: Nhật Ngân) - Nguyễn Hưng
9. Vọng Cổ Đời Nghệ Sĩ - Hương Lan
10. Tango Say (Lời Việt: Nhật Ngân) - Ái Vân
11. Những Chiều Không Có Em (Trường Hải) - Thế Sơn
12. So Sad (Lời Việt: Michael Thuận) - Lynda Trang Đài
13. Trở Về Mái Nhà Xưa (Lời Việt: Phạm Duy) - Họa Mi
14. Thuyền Tình Trên Sóng (Lời Việt: Khúc Lan) - Don Hồ, Ngọc Huệ
15. Em Về Nào Có Hay (Hoàng Trọng Thụy) - Ngọc Lan
16. Tấm Cám (Nhật Ngân) - Ái Vân, Ái Thanh, Chí Tài, Nguyễn Hưng
17. LK Xác Pháo Nhà Ai (Lê Dinh) & Trả Lại (Dạ Cầm, Mạc Phong Linh)  - Mỹ Huyền, Thế Sơn
18. Megamix - Boney M.
19. Lệ Hoang (Trịnh Nam Sơn) - Thanh Hà
20. Song Of Love (Lời Việt: Nhật Ngân) - Phi Phi
21. French Cancan - Vũ Đoàn Lido de Paris

### Paris By Night 33
Chương trình có tên Nhạc tình Đức Huy, nhằm tôn vinh nhạc sĩ Đức Huy. Điều khiển chương trình là MC Nguyễn Ngọc Ngạn. Chương trình được thu hình tại Paris, Pháp và phát hành năm 1995 dưới dạng VHS.
Nội dung chương trình
1. Người Tình Trăm Năm - Phi Phi, Bảo Hân, Jenny Loan
2. Mùa Hè Đẹp Nhất - Khánh Hà
3. Một Tình Yêu - Henry Chúc, Dalena
4. Mùa Xuân Trong Đôi Mắt Em - Ngọc Lan
5. Màu Mắt Nhung - Thế Sơn
6. Bay Đi Cánh Chim Biển - Thanh Hà
7. Như Đã Dấu Yêu - Hương Lan, Nguyễn Hưng
8. Luôn Luôn Mãi Mãi - Ái Vân
9. Đừng Xa Em Đêm Nay - Thảo My
10. Tiếng Mưa Đêm - Duy Quang
11. Mùa Đông Sắp Đến - Dalena
12. Khóc Một Giòng Sông - Hương Lan
13. Em Đi - Don Hồ
14. Cơn Mưa Phùn - Diễm Liên
15. Đường Xa Ướt Mưa - Nguyễn Hưng
16. Và Tôi Cũng Yêu Em - Đức Huy, Don Hồ, Henry Chúc
17. Và Con Tim Đã Vui Trở Lại - Hợp Ca

### Paris By Night 32
Chương trình có chủ đề mang tên 20 năm nhìn lại được quay hình tại Shrine Auditorium, Los Angeles vào tháng 7 năm 1995 và phát hành vào năm 1995. Dẫn chương trình là Nguyễn Ngọc Ngạn, Nguyễn Cao Kỳ Duyên và Mai Phương.
Nội dung chương trình
1. Sài Gòn Vĩnh Biệt (Nam Lộc) - Khánh Ly
2. Quê Hương Bỏ Lại (Tô Huyền Vân) - Hương Lan
3. Một Lần Miên Viễn Xót Xa (Nguyễn Đức Thành) - Elvis Phương
4. Một Chút Quà Cho Quê Hương (Việt Dzũng) - Mỹ Huyền
5. Tôi Với Trời Bơ Vơ (Tùng Giang) - Duy Quang
6. Tuổi Mơ © (Lam Phương) - Phi Phi, Bảo Hân, Phượng Thúy
7. LK Hai Sắc Hoa Ti-gôn: Hai Sắc Hoa Ti-gôn (Trần Thiện Thanh), Màu Máu Ti-gôn (Nhạc: Việt Dzũng, Thơ: Thâm Tâm), Chuyện Tình Buồn (Nhạc: Phạm Duy, Thơ: Phạm Văn Bình), Ru Đêm (Thanh Lan), Ru Con Tình Cũ (Đinh Trầm Ca) - Thanh Lan, Thái Châu
8. Stay With Me - Lilian, Henry Chúc
9. Đây Thôn Vĩ Dạ (Nhạc: Phạm Duy, Thơ: Hàn Mặc Tử) - Dalena
10. LK Dĩ Vãng (Trịnh Nam Sơn) & Buồn (Y Vân) - Thanh Hà, Thế Sơn
11. Cyber Queen - Lynda Trang Đài
12. 20 Năm Tình Cũ (Trần Quảng Nam) - Ý Lan
13. Đêm Vinh Quy (Nhật Ngân) - Ái Vân, Chí Tài
14. Quên Đi Tình Yêu Cũ (Trịnh Nam Sơn) - Trịnh Nam Sơn
15. Người Xa Người (Trần Thiện Thanh) - Nguyễn Hưng, Kỳ Duyên
16. Kiếp Đam Mê (Duy Quang, thơ Huyền Công) - Ngọc Lan
17. Little Sài Gòn (Nhạc: Alan Nguyễn, Lời: Khúc Lan) - Don Hồ
18. Đàn Chim Tha Phương (Đức Huy) - Ái Vân, Elvis Phương, Thanh Hà, Thế Sơn, Nguyễn Hưng, Mỹ Huyền

### Paris By Night 31
Chương trình Paris By Night 31 không có chủ đề, thu hình và phát hành năm 1995 tại Đài Truyền hình Euromedia, Paris, Pháp. Điều khiển chương trình là Nguyễn Ngọc Ngạn và Nguyễn Cao Kỳ Duyên.
Nội dung chương trình
1. Cha Cha Cha - Phi Phi, Jenny Loan, Bảo Hân
2. Về Đây Em (Trịnh Nam Sơn) - Ngọc Lan
3. Tango Tím (Anh Bằng) - Thế Sơn
4. Lời Tạ Tình (Tuấn Khanh) - Hương Lan, Nguyễn Hưng
5. Hot Steppers - Henry Chúc
6. Ân Tình Mong Manh (Ngọc Trọng) - Thanh Hà
7. My Way - The Kings
8. Ru Con Mùa Đông (Đặng Hữu Phúc) - Ái Vân
9. Lan Và Điệp (Mạc Phong Linh, Mai Thiết Lĩnh) - Dalena
10. Giận Hờn - Don Hồ
11. Cần Có Anh Yêu - Mỹ Linh
12. Hay Là Anh Đã Quên Em (Thanh Tùng) - Diễm Liên
13. Mộng Sầu (Trầm Tử Thiêng) - Dalena, Duy Quang
14. Chiều Nhớ (Tuấn Đức) - Ý Lan
15. Mùa Hoa Anh Đào (Thanh Sơn) - Phương Loan
16. Cát Bụi Tình Xa (Trịnh Công Sơn) - Don Hồ, Diễm Liên, Thanh Hà
17. Remember You, Remember Me (Tim Heinz) - Bảo Hân
18. Một Ông Hai Bà - Ái Vân, Ái Thanh, Chí Tài
19. Vết Thù Trên Lưng Ngựa Hoang (Phạm Duy, Ngọc Chánh) - Nguyễn Hưng
20. Vũ Khúc Bế Mạc

### Paris By Night 30
Chương trình có tên Phạm Duy 2 - Người tình, trực tiếp thu hình tại Paris, Pháp. Ngoài Paris By Night 19, đây là chương trình thứ hai vinh danh nhạc sĩ Phạm Duy. Người điều khiển chương trình là MC Lê Văn. Chương trình dự kiến phát hành vào năm 1994, nhưng lại phát hành vào năm 1995.
Nội dung chương trình
1. Chiến Sĩ Vô Danh - Duy Quang, Elvis Phương, Tuấn Ngọc
2. Nhớ Người Ra Đi - Hương Lan
3. LK Nương Chiều & Gánh Lúa - Phương Hồng Quế, Sơn Ca
4. Thuyền Viễn Xứ (Thơ: Huyền Chi) - Lệ Thu
5. Cây Đàn Bỏ Quên - Thái Châu
6. Đêm Xuân - Thái Hiền
7. Chú Cuội - Ái Vân
8. Tiếng Đàn Tôi - Phi Khanh
9. LK Ngày Đó Chúng Mình, Đừng Xa Nhau, Cho Nhau - Thái Thảo, Tuấn Ngọc
10. Kiếp Nào Có Yêu Nhau (Thơ: Minh Đức Hoài Trinh) - Khánh Hà
11. Tình Nghèo  (Thơ: Hồng Nam) - Quang Bình, Trang Thanh Lan
12. Kỷ Vật Cho Em (Thơ: Linh Phương) - Elvis Phương
13. Xuân Ca - Thái Hiền, Thái Thảo, Thiên Phượng
14. Tuổi Hồng - Dalena (phụ diễn: Chí Tài)
15. Cô Bắc Kỳ Nho Nhỏ (Thơ: Nguyễn Tất Nhiên) - Don Hồ
16. Tình Cầm - Duy Quang
17. Bài Ca Sao - Ái Vân, Elvis Phương
18. LK Viễn Du & Mẹ Trùng Dương - Duy Quang, Thái Hiền, Thái Thảo, Thiên Phượng

## 1994

### Paris By Night 29
Chương trình có chủ đề mang tên In Las Vegas, trực tiếp thu hình tại Caesars Palace, Las Vegas. Đây là chương trình đầu tiên Trung tâm Thúy Nga thu hình tại Las Vegas. Điều khiển chương trình là Nguyễn Ngọc Ngạn và Nguyễn Cao Kỳ Duyên. Bản VHS được phát hành vào năm 1994.
Nội dung chương trình
1. Vũ Khúc Khai Mạc - Vũ Đoàn Paris By Night
2. LK Người Tình Mễ Tây Cơ - Phương Loan, Chí Tài Brothers
3. Như Chiếc Que Diêm (Từ Công Phụng) - Ý Lan
4. Những Bước Châm Âm Thầm (Y Vân) - Bảo Hân, Ngọc Thúy, Phi Phi
5. Dấu Vết Tình Yêu © (Ngô Thụy Miên) - Thanh Lan
6. Tình Nhạt Phai (Lời Việt: Tùng Giang) - Don Hồ
7. Hương Tóc Mạ Non (Thanh Sơn) - Quang Bình, Trang Thanh Lan
8. Chuyện Chúng Mình (Trúc Phương) - Phương Hồng Quế
9. Buồn Ơi, Xin Hãy Quên © (Hoàng Trọng Thụy) - Ái Vân, Nguyễn Hưng
10. Tình Thư Của Lính (Trần Thiện Thanh) - Thế Sơn
11. Phantom Of The Opera (Lời Việt: Nhật Ngân) - Dalena, Henry Chúc
12. LK Thà Như Giọt Mưa, Em Hiền Như Ma Soeur, Hai Năm Tình Lận Đận (Phạm Duy, thơ: Nguyễn Tất Nhiên) - Duy Quang, Thái Châu
13. Trình Diễn Áo Dài: LK Quỳnh Hương: Ngày Tân Hôn (Lời Việt: Phạm Duy), Mưa Hồng (Trịnh Công Sơn), Tà Áo Cưới (Hoàng Thi Thơ), Thiên Đàng Ái Ân (Lam Phương), Em Tôi (Lê Trạch Lựu), Nguyệt Ca (Trịnh Công Sơn), Cuộc Tình Đã Mất (Xuân Vinh), Bài Không Tên Số 2 (Vũ Thành An), Quỳnh Hương (Trịnh Công Sơn) - Linh Chi, Phi Phi, Mỹ Lan, Bảo Hân, Ngọc Thúy, Mai Vi, Jenny Loan, Phương Loan
14. Con Yêu (Lời Việt: Cẩm Vân) - Diễm Liên
15. Phút Giây Thần Tiên (Lan Anh) - Lưu Bích, Lan Anh, The Uptight
16. T'aimer (Franck Olivier) - Thanh Lan, Franck Olivier
17. Đèn Cù - Ái Vân (phụ diễn: Chí Tài)
18. Ave Maria (Lời Việt: Phạm Duy) - Khánh Hà
19. Talk To My Heart (Tim Heinz) - Bảo Hân, Jenny Loan
20. Giọng Ca Dĩ Vãng (Bảo Thu) - Dalena, Anh Khoa
21. Còn Yêu Em Mãi (Nguyễn Trung Cang) - Elvis Phương
22. LK Bước Tình Hồng: Người Tình Người Đẹp Xinh Xinh (Tùng Giang), Bảy Ngày Đợi Mong (Trần Thiện Thanh), Bước Tình Hồng (Nguyễn Trung Cang), Cuộc Tình Xưa (Tùng Giang) - Nguyễn Hưng, Kỳ Duyên
23. Tặng Nhau Đóa Hồng (Lời Việt: Nhật Ngân) - Mỹ Lan

### Paris By Night 28
Chương trình mang tên Lam Phương 2 - Dòng nhạc tiếp nối, còn được gọi là Sacrée Soirée 3, được thực hiện tại Paris, Pháp. Đây là chương trình thứ hai vinh danh nhạc sĩ Lam Phương. Điều khiển chương trình là MC Nguyễn Ngọc Ngạn. Bản VHS được phát hành vào năm 1994.
Nội dung chương trình
1. Một Đời Tan Vỡ - Khánh Hà
2. Nắng Đẹp Miền Nam - Phương Loan, Ngọc Thúy, Mỹ Lan
3. Lời Yêu Cuối - Diễm Liên
4. Duyên Kiếp - Dalena
5. Đường Về Quê Hương - Quang Bình, Trang Thanh Lan
6. LK Biết Đến Bao Giờ & Đêm Dài Chiến Tuyến - Phương Hồng Quế
7. LK Chỉ Có Em & Yêu Nhau Bốn Mùa - Bảo Hân, Henry Chúc, Jenny Loan
8. Yêu Thầm - Thanh Lan
9. LK Những Gì Cho Em & Chờ - Anh Khoa, Duy Quang
10. Kiếp Phiêu Bồng - Mỹ Lan
11. Lầm - Nguyễn Hưng
12. Mưa Lệ - Phi Khanh
13. Tình Chết Theo Mùa Đông - Elvis Phương
14. LK Khóc Thầm & Vùng Trời Ngày Đó - Hương Lan
15. Bé Yêu - Chí Tài, Phương Loan
16. LK Thu Sầu & Lạy Trời Con Được Bình Yên - Ý Lan
17. Mình Mất Nhau Bao Giờ - Don Hồ, Ngọc Thúy
18. LK Niềm Vui Đơn Côi & Cỏ Úa - Ái Vân, Elvis Phương
19. LK Nghẹn Ngào, Trăm Nhớ Ngàn Thương, Tình Bơ Vơ, Giọt Lệ Sầu - Phương Loan, Bảo Hân, Mỹ Lan, Ngọc Thúy, Jenny Loan

### Paris By Night 27
Chương trình mang tên Văn Phụng - Tiếng hát với cung đàn, còn gọi là Sacrée Soirée 2, được thực hiện tại Paris, Pháp, nhằm vinh danh nhạc sĩ Văn Phụng. Điều khiển chương trình là MC Nguyễn Ngọc Ngạn. Bản VHS được phát hành vào năm 1994.
Nội dung chương trình
1. Ghế Bến Sài Gòn (Văn Phụng, Huyền Linh) - Mỹ Lan, Phương Loan, Jenny Loan, Henry Chúc, Chí Tài, Chí Thiện, Nhất Lý
2. Bóng Người Đi (Văn Phụng, Hoài Linh) - Ý Lan
3. Các Anh Đi - Hương Lan
4. Mưa Trên Phím Ngà (Văn Phụng, Thanh Nam) - Duy Quang
5. Đêm Buồn - Ái Vân
6. Xuân Miền Nam - Quang Bình, Trang Thanh Lan
7. Mưa - Phi Khanh
8. Giã Từ Đêm Mưa - Anh Khoa, Chí Tài, Chí Thiện, Nhất Lý
9. Nhớ Bến Đà Giang (Văn Phụng, Chiêu Tranh) - Phương Hồng Quế
10. Suối Tóc - Văn Phụng, Châu Hà
11. Tình - Thanh Lan
12. Bức Họa Đồng Quê - Mỹ Lan, Bảo Hân, Ngọc Thúy, Phương Loan, Jenny Loan
13. Trở Về Huế - Nguyễn Hưng
14. Hoài Vọng - Lưu Bích
15. Bên Lưng Đèo - Elvis Phương, Chí Tài, Chí Thiện
16. Nỗi Buồn - Diễm Liên
17. Hết Đêm Nay, Mai Sẽ Hay - Don Hồ
18. Em Mới Biết Yêu Đã Biết Sầu - Dalena
19. Tiếng Hát Với Cung Đàn - Duy Quang, Elvis Phương, Ái Vân, Phi Khanh
20. Tôi Đi Giữa Hoàng Hôn - Khánh Hà
21. Vó Câu Muôn Dặm - Nguyễn Hưng, Duy Quang, Anh Khoa, Ngọc Trọng, Chí Tài, Chí Thiện, Nhất Lý

### Paris By Night 26
Chương trình có chủ đề là Đêm hoa đăng, hay còn được gọi là Sacrée Soirée 1, được thực hiện tại Paris, Pháp. Điều khiển chương trình là MC, nhà văn Nguyễn Ngọc Ngạn và cô Nguyễn Cao Kỳ Duyên. Bản VHS được phát hành vào năm 1994.
Nội dung chương trình
1. My Dream Girl - Don Hồ
2. Chỉ Có Anh Trong Đời (Lời Việt: Phạm Duy) - Khánh Hà
3. Mắt Lệ Cho Người Tình (Y Vân) - Phi Khanh
4. Yêu - Mỹ Lan
5. Em Đi Trên Cỏ Non (Bắc Sơn) - Hương Lan
6. Amoureux De Vous Madame - Franck Olivier
7. Anh Về Với Em (Trần Thiện Thanh) - Anh Khoa, Phương Hồng Quế
8. Niềm Đau Giã Từ (Lời Việt: Khúc Lan) - Jenny Loan
9. Túp Lều Lý Tưởng (Hoàng Thi Thơ) - Bảo Hân, Thái Tài
10. Đàn Bà (Song Ngọc) - Elvis Phương, Duy Quang
11. Chuyện 4 Người - Ái Vân, Ái Thanh, Chí Tài, Trần Phương
12. Đêm Nguyện Cầu (Lê Minh Bằng) - Nguyễn Hưng
13. Trong Nỗi Nhớ Muộn Màng © (Ngô Thụy Miên) - Ý Lan
14. What I'd Say - Henry Chúc
15. Trả Lại Anh (Đức Quỳnh) - Dalena
16. Hạnh Phúc Bất Chợt © (Huỳnh Nhật Tân) - Ngọc Thúy
17. Dĩ Vãng Nhạt Nhòa (Lời Việt: Lữ Liên) - Lưu Bích, Tô Chấn Phong
18. Mấy Nhịp Cầu Tre (Hoàng Thi Thơ) - Ái Vân
19. Lệ Tình (Tâm Anh) - Diễm Liên
20. Giăng Câu (Tô Thanh Tùng) - Elvis Phương, Quang Bình, Hương Lan, Trang Thanh Lan
21. L'amour Voyage - Khánh Hà, Franck Olivier
22. LK Rumba Cha Cha: Tiếc Thu (Thanh Trang), Rồi Mai Tôi Đưa Em (Trường Sa), Khi Em Nhìn Anh (Y Vân), Chỉ Là Giấc Mơ Qua (Lời Việt: Nam Lộc), Đường Xa Ướt Mưa (Đức Huy), Lời Yêu Thương (Đức Huy) - Nguyễn Hưng, Kỳ Duyên

### Paris By Night 25
Là chương trình Paris By Night không tên, phát hành năm 1994 dưới dạng VHS.
Danh mục chương trình
1. LK Tình Yêu Thủy Thủ: Tình Ca Người Đi Biển (Trường Hải), Tình Yêu Thủy Thủ (Y Vân), Thủy Thủ Và Biển Cả (Y Vũ) - Chí Tài, Phương Loan, Jenny Loan
2. Sao Đành Xa Em (Nguyệt Ánh) - Khánh Hà
3. Tình Em Trao Anh (LV: Khúc Lan) - Ngọc Thúy
4. Dư Âm (Nguyễn Văn Tý) - Elvis Phương
5. Thiên Duyên Tiền Định (Trang Dũng Phương, Nguyễn Lễ) - Trang Thanh Lan, Quang Bình
6. Chuyện Hợp Tan (Quốc Dũng, Nguyễn Đúc Cường) - Hương Lan
7. The Girl From Ipanema - Dalena
8. Cho Lần Cuối (Lê Uyên Phương) - Tuấn Ngọc, Thái Thảo
9. Cô Bé Có Chiếc Răng Khểnh - Ái Vân
10. Đốt Lá Trên Sân (Phạm Duy) - Duy Quang, Thái Hiền
11. I'll Be Your Girl - Bảo Hân
12. Đôi Ngã Chia Ly (Khánh Băng) - Phi Khanh
13. Đêm Nay Em Thấy Cô Đơn - Lưu Bích
14. Just Walk Away - Henry Chúc
15. LK Sắc Hoa Màu Nhớ & Chiều Mưa Biên Giới (Nguyễn Văn Đông) - Phương Hồng Quế, Duy Quang
16. Hát Hội Trăng Rằm - Ái Vân, Elvis Phương, Chí Tài, Ái Thanh
17. Trái Tim Ngục Tù (Đức Huy) - Don Hồ
18. Tàu Về Quê Hương (Hồng Vân) - Quang Bình, Sơn Ca

## 1993

### Paris By Night 24
Chương trình còn có tên là 10th Anniversary, kỷ niệm 10 năm thành lập Trung tâm Thúy Nga.
Danh sách các tiết mục
1. Vũ Khúc Khai Mạc
2. LK Tình Yêu Và Tuổi Trẻ - Phương Loan, Hương Thơ, Jenny Loan, Chí Tài Brothers
3. Chuyện Tình Ngưu Lang Chức Nữ (Mạc Phong Linh) - Trang Thanh Lan, Quang Bình
4. Tình Mù Quáng - Don Hồ
5. Thương Nhau Ngày Mưa (Nguyễn Trung Cang) - Tuấn Ngọc, Thái Thảo
6. Trăng Sáng Vườn Chè (Văn Phụng, thơ: Nguyễn Bính) - Ái Vân (phụ diễn: Chí Tài)
7. Như Con Tim Ngây Thơ - Thái Tài, Ngọc Huệ
8. LK Không: Vết Thù Trên Lưng Ngựa Hoang (Phạm Duy, Ngọc Chánh), Anh Yêu Em Vào Cõi Chết (Phạm Duy, Nguyễn Long), Không (Nguyễn Ánh 9), Giết Người Trong Mộng (Phạm Duy) - Thái Châu, Elvis Phương, Duy Quang
9. Tấu Hài - La Thoại Tân, Rick Murphy
10. Xin Cho Em Tình Yêu © - Mỹ Lan
11. Nỗi Buồn Châu Pha (Lê Dinh) - Phương Hồng Quế
12. LK Hãy Yêu Như Chưa Yêu Lần Nào (Lê Hựu Hà) & Một Đời Yêu Em (Trần Thiện Thanh) - Ái Vân, Elvis Phương
13. Do The Samba - Don Hồ, Ngọc Thúy, Phi Phi, Ngọc Huệ, Shayla
14. Lòng Mẹ (Y Vân) - Dalena
15. Vòng Tay Người Ấy - Lưu Bích, The Uptight
16. Chiếc Áo Bà Ba (Trần Thiện Thanh) - Hương Lan
17. Trình Diễn Áo Dài: LK Yêu Em Bốn Mùa: Xuân Yêu Thương (Lời Việt: Lê Đức Cường), Hạ Trắng (Trịnh Công Sơn), Nhìn Những Mùa Thu Đi (Trịnh Công Sơn), Mùa Đông Sắp Đến (Đức Huy), Mộng Chiều Xuân (Ngọc Bích), Nắng Thủy Tinh (Trịnh Công Sơn), Mùa Thu Lá Bay (Lời Việt: Nam Lộc), Mùa Đông Của Anh (Trần Thiện Thanh), Xuân Ca (Phạm Duy) - Dalena, Bảo Hân, Hương Thơ, Phi Phi, Jenny Loan, Ngọc Thúy, Mỹ Lan, Shayla
18. Tình Trong Dĩ Vãng (Ngọc Trọng) - Phi Khanh
19. Sao Vẫn Còn Mưa Rơi (Đức Huy) - Khánh Hà
20. Take Our Time © - Bảo Hân, Henry Chúc
21. Ô Mê Ly! (Văn Phụng, Văn Khôi) - Ái Vân, Elvis Phương, Duy Quang, Phi Khanh, Ngọc Trọng, Chí Tài Brothers

### Paris By Night 23
Chương trình có tên Thế giới muôn màu, được thu hình và phát hành dưới dạng băng video. Đây là Video thứ 40 của Trung tâm Thuý Nga.
Dẫn chương trình: Nguyễn Cao Kỳ Duyên
Danh sách các tiết mục
1. LK Em Sẽ Theo Anh - Lilian, Don Hồ, Ngọc Huệ, Duy Hạnh, Hằng Nga, Phương Khanh, Huỳnh Thi, Thái Tài, Lynda Trang Đài
2. Yêu (Văn Phụng) - Ái Vân
3. LK Đưa Nhau Vào Cõi Ân Tình: Những Ngày Mưa Gió (Bảo Chấn), Tan Tác (Lời Việt: Lữ Liên), Tình Vẫn Chưa Yên (Lam Phương), Mưa Đêm Độc Hành (Duy Hải), Những Tâm Hồn Cô Đơn (Anh Bằng), Giã Từ Đêm Mưa (Văn Phụng), Mơ Hoa (Hoàng Giác), Trăng Thề (Khánh Băng), Mùa Thu Yêu Đương (Lam Phương), Người Tình Nam Mỹ (Lời Việt: Phạm Duy) - Dalena, Lilian, Duy Hạnh, Phương Khanh, Ngọc Huệ, Don Hồ, Ý Nhi, Lynda Trang Đài
4. Chiếc Lá Cuối Cùng (Tuấn Khanh) - Họa Mi
5. Tình Yêu Gần Gũi © (Hoàng Quý Lâm) - Nguyên Thảo
6. LK Lạnh Trọn Đêm Mưa: Đừng Phá Vỡ Ân Tình (Lời Việt: Phạm Duy), Nếu Vắng Nàng (Lời Việt: Kỳ Phát), Biết Nói Gì Đây (Huỳnh Anh), Chuyện Tình Buồn (Phạm Duy, thơ: Phạm Văn Bình), Nắng Xuân (Lời Việt: Phạm Duy), Lạnh Trọn Đêm Mưa (Huỳnh Anh), Sầu Lẻ Bóng (Anh Bằng) - Ngọc Huệ, Don Hồ, Hằng Nga, Duy Hạnh, Lilian, Huỳnh Thi, Dalena
7. Lời Yêu Thương (Đức Huy) - Dalena
8. LK Dòng Sông Babylon: Rivers Of Babylon, Daddy Cool, Bahama Mama - Bảo Hân, Henry Chúc, Ngọc Thúy
9. Anh Là Tất Cả - Ý Nhi
10. Sầu Vương Khói Mây (Ngọc Trọng) - Ngọc Trọng
11. Em Mơ Về Anh - Mỹ Lan
12. Đời Vẫn Buồn Xót Xa - Hương Thơ
13. Chuyện Tình Không Suy Tư (Tâm Anh) - Mỹ Lan, Phương Loan, Chí Tài Brothers

### Paris By Night 22
Chương trình có chủ đề mang tên 40 năm âm nhạc Lam Phương, vinh danh nhạc sĩ Lam Phương.
Dẫn chương trình: Nguyễn Ngọc Ngạn
1. LK Khúc Ca Ngày Mùa & Trăng Thanh Bình - Quang Bình, Trang Thanh Lan
2. Chuyến Đò Vĩ Tuyến - Hương Lan
3. Kiếp Nghèo - Phương Hồng Quế
4. LK Tình Anh Lính Chiến & Chiều Hành Quân - Anh Khoa
5. Chờ Người - Lệ Quyên
6. Tình Đẹp Như Mơ - Thái Châu
7. LK Thành Phố Buồn & Buồn Không Em - Chế Linh
8. Tình Nghĩa Đôi Ta Chỉ Thế Thôi - Phi Khanh, Duy Quang
9. Em Đi Rồi - Ý Lan
10. Tình Đau - Mỹ Lan
11. Xót Xa - Elvis Phương
12. Một Mình - Dalena
13. Mùa Thu Yêu Đương - Don Hồ, Ngọc Huệ
14. Cho Em Quên Tuổi Ngọc - Bạch Yến
15. Tình Hồng Paris - Ái Vân, Elvis Phương
16. LK Ngày Tạm Biệt, Đèn Khuya, Tiễn Người Đi - Ngọc Thúy, Phương Loan, Mỹ Lan
17. Đoàn Người Lữ Thứ - Hương Lan, Phương Hồng Quế, Quang Bình, Trang Thanh Lan

### Paris By Night 21
Chương trình có tên Tình ca Ngô Thụy Miên, vinh danh nhạc sĩ Ngô Thụy Miên.
Dẫn chương trình: Nguyễn Ngọc Ngạn
1. Mùa Thu Cho Em - Phi Khanh
2. Giáng Ngọc (Thơ: Nguyên Sa) - Như Mai
3. Mắt Biếc - Tuấn Ngọc
4. Niệm Khúc Cuối - Dalena
5. Áo Lụa Hà Đông (Thơ: Nguyên Sa) - Duy Trác
6. Tuổi 13 - Ý Lan
7. Tình Cuối Chân Mây © - Don Hồ
8. Em Về Mùa Thu © - Ái Vân
9. Bản Tình Cuối - Hương Lan, Thái Châu
10. Chiều Nay Không Có Em - Anh Khoa
11. Giọt Nước Mắt Ngà - Thái Thảo
12. Bản Tình Ca Cho Em - Duy Quang
13. Em Còn Nhớ Mùa Xuân - Thái Hiền
14. Từ Giọng Hát Em - Khánh Hà
15. Tình Khúc Buồn  (Thơ: Phạm Duy Quang) - Don Hồ
16. Paris Có Gì Lạ Không Em (Thơ: Nguyên Sa) - Ái Vân

### Paris By Night 20
Chương trình có tên Tuyệt phẩm
Dẫn chương trình: Nguyễn Ngọc Ngạn, Huyền Châu
1. Tiếng Mưa Đêm (Đức Huy) - Khánh Hà
2. Lời Trần Tình - Don Hồ
3. Tình Nồng Cháy (Lời Việt: Anh Bằng) - Ái Vân
4. LK Người Tình Và Mùa Thu: Chiều Qua Phố, Để Quên Con Tim (Đức Huy), Ai Đưa Em Về (Nguyễn Ánh 9), Tình Vẫn Chưa Yên (Lam Phương), Mây Lang Thang (Lời Việt: Nam Lộc), Ngày Đó (Jo Marcel), Thôi (Y Vân, Nguyễn Long) - Như Mai, The Magic
5. Đừng Nói Xa Nhau (Châu Kỳ) - Hương Lan, Thái Châu
6. Mưa Trên Biển Vắng (Lời Việt: Nhật Ngân) - Dalena
7. Tình Yêu - Mỹ Lan
8. Cô Đơn (Nguyễn Ánh 9) - Phi Khanh
9. Rước Tình Về Với Quê Hương (Hoàng Thi Thơ) - Trang Thanh Lan, Quang Bình
10. Bài Hát Cho Người Kỹ Nữ (Nhật Ngân) - Chế Linh
11. Khắc Vào Tim - Bảo Hân
12. Kể Chuyện Trong Đêm (Hoàng Trang) - Anh Khoa, Phương Hồng Quế
13. Làm Sao Có Anh? - Lưu Bích
14. Đôi Mắt Người Sơn Tây (Phạm Đình Chương) - Duy Trác
15. Trẩy Hội Ngày Xuân - Ái Vân, Ái Thanh, Elvis Phương
16. Yêu Và Mơ (Văn Phụng) - Ý Lan
17. LK Hát Cho Ngày Hôm Qua - Elvis Phương, Tuấn Ngọc, Duy Quang, Anh Khoa

### Paris By Night 19
Chương trình có chủ đề mang tên Tình ca Phạm Duy - Tác phẩm và Con người
Dẫn chương trình: Đỗ Văn
Nội dung chương trình
1. Bên Cầu Biên Giới - Phi Khanh
2. Nhớ Người Thương Binh - Như Mai
3. Áo Anh Sứt Chỉ Đường Tà (Thơ: Hữu Loan) - Elvis Phương
4. Kỷ Niệm - Ý Lan
5. LK Chuyện Tình Buồn (Thơ: Phạm Văn Bình) & Ngàn Năm Vẫn Không Quên - Duy Quang
6. Ngậm Ngùi (Thơ: Huy Cận) - Lệ Quyên
7. Tiễn Em (Thơ: Cung Trầm Tưởng) - Tuấn Ngọc
8. Mùa Thu Chết - Anh Khoa
9. Nghìn Trùng Xa Cách - Thái Hiền
10. LK Trả Lại Em Yêu & Con Đường Tình Ta Đi - Duy Quang, Ái Vân
11. Giọt Mưa Trên Lá - Dalena
12. Tuổi Ngọc - Thái Thảo
13. Em Hiền Như Ma Soeur (Thơ: Nguyễn Tất Nhiên) - Don Hồ
14. Đi Đâu Cho Thiếp Theo Cùng - Hương Lan
15. Vợ Chồng Quê - Elvis Phương, Ái Vân
16. Tình Hoài Hương - Thái Thanh
17. Việt Nam, Việt Nam - Hợp Ca

## 1992

### Paris By Night 18
Chương trình có chủ đề mang tên Merry Christmas do Kim Anh và Trần Quốc Bảo giới thiệu chương trình
Nội dung chương trình:
1. Đi Tìm Chúa Tôi (Lời Viêt: Đức Dũng) - Ý Nhi, Don Hồ, Kenny Thái
2. Đến Với Anh Đêm Nay - Dalena, Thái Tài
3. LK Chuyện Hẹn Hò & Bảy Ngày Đợi Mong (Trần Thiện Thanh) - Phương Hồng Quế
4. Một Ngày Không Có Anh (Y Vân) - Ngọc Huệ
5. Bài Thánh Ca Buồn (Nguyễn Vũ) - Elvis Phương
6. Tóc Mai Sợi Vắn Sợi Dài (Phạm Duy) - Duy Quang, Ái Vân
7. Gọi Giấc Mơ Xưa (Lê Hoàng Long) - Như Mai
8. Tuổi Xa Người (Từ Công Phụng) - Ý Lan
9. Crazy Love - Lynda Trang Đài
10. Uống Nước Bên Bờ Suối (Lê Uyên Phương) - Tuấn Ngọc, Thái Thảo
11. Để Quên Con Tim (Đức Huy) - Kenny Thái
12. Tưởng Rằng Đã Quên (Trịnh Công Sơn) - Phi Khanh
13. LK Tiền Chiến: Lá Đổ Muôn Chiều (Đoàn Chuẩn, Từ Linh), Biệt Ly (Dzoãn Mẫn), Đêm Đông (Nguyễn Văn Thương), Gửi Gió Cho Mây Ngàn Bay (Đoàn Chuẩn, Từ Linh), Con Thuyền Không Bến (Đặng Thế Phong), Nỗi Lòng (Nguyễn Văn Khánh) - Anh Khoa, Lệ Quyên
14. Bên Nhau Đêm Nay - Don Hồ
15. Và Con Tim Đã Vui Trở Lại (Đức Huy) - Ái Vân
16. LK Đêm Vui Say - Phương Loan, Chí Tài Brothers
17. Chúa Ra Đời (Lời Việt: Anh Linh) - Dalena
18. Chuông Vang Vang - Hợp Ca

### Paris By Night 17
Dẫn chương trình: Nguyễn Ngọc Ngạn
1. Mưa Sài Gòn, Mưa Hà Nội (Nhạc: Phạm Đình Chương, Thơ: Hoàng Anh Tuấn) - Hương Lan, Ái Vân
2. Con Tim Yêu Đời - Don Hồ
3. LK Ai Buồn Hơn Ai (Hoàng Thi Thơ), Tình Bơ Vơ (Lam Phương), Trăm Nhớ Ngàn Thương (Lam Phương) - Anh Khoa, Thiên Trang
4. LK Twist: Mộng Dưới Hoa (Nhạc: Phạm Đình Chương, Thơ: Đinh Hùng), Ghen (Nhạc: Trọng Khương, Thơ: Nguyễn Bính), 60 Năm Cuộc Đời (Y Vân), Chỉ Có Em (Lam Phương), Sầu Đông (Khánh Băng) - Thái Tài, Ngọc Huệ
5. Bài Không Tên Số 8 (Vũ Thành An) - Ý Lan
6. LK Tình Hờ: Nghẹn Ngào (Lam Phương), Phải Chi Em Đừng Có Chồng (Mặc Thế Nhân), Lời Đắng Cho Một Cuộc Tình (Nhật Ngân), Bài Không Tên Số 2 (Vũ Thành An), Tôi Muốn Quên Người (Khánh Băng), Cho Người Tình Lỡ (Hoàng Nguyên) - Quốc Sĩ, Như Mai
7. Biệt Ly (Dzoãn Mẫn) - Dalena
8. LK Phượng Hoàng: Huyền Thoại Người Con Gái (Lê Hựu Hà), Thương Nhau Ngày Mưa (Nguyễn Trung Cang), Mặt Trời Đen (Nguyễn Trung Cang), Hãy Ngước Mặt Nhìn Đời (Lê Hựu Hà) - Moon Flower
9. Tình Khúc Tháng Sáu (Thơ: Ngô Thụy Miên, Thơ: Nguyên Sa) - Ái Vân
10. LK Thiên Đàng Ái Ân: Bước Tình Hồng (Nguyễn Trung Cang), Thiên Đàng Ái Ân (Lam Phương), Nắng Xanh (Quốc Dũng), Bài Tango Cho Em (Lam Phương) - Don Hồ, Bảo Hân
11. Đêm Cô Đơn (Ngọc Trọng) - Ngọc Trọng
12. Lâu Đài Tình Ái (Trần Thiện Thanh) - Hương Lan, Thái Châu
13. Chỉ Có Em Trong Tim - Kenny Thái, Ý Nhi
14. Tát Nước Đầu Đình (Đào Duy Anh) - Ái Vân, Elvis Phương
15. Ngày Tân Hôn - Anh Khoa, Dalena

### Paris By Night 16
MC: Elvis Phương, Hương Lan, Khánh Ly
1. LK Yêu: Bên Nhau Ngày Vui (Quốc Dũng), Yêu Em Dài Lâu (Đức Huy), Và Tôi Cũng Yêu Em (Đức Huy), Biết Đến Thuở Nào (Tùng Giang) - Bảo Hân, Thái Tài
2. Cỏ Ủa (Lam Phương) - Dalena
3. Người Tình Trăm Năm (Đức Huy) - Don Hồ
4. Biết Đến Bao Giờ (Lam Phương) - Phượng Mai
5. Phút Cuối (Lam Phương) - Anh Khoa
6. Gọi Tên Bốn Mùa (Trịnh Công Sơn) - Khánh Ly
7. Tình Đầu (Hoàng Trọng) - Trường Thanh
8. Phỏng vấn Hạnh Phước
9. Prisoner (Alan Nguyễn) - Ngọc Huệ
10. Đêm Đông (Nguyễn Văn Thương) - Bạch Yến
11. LK Đến Bên Anh: Hãy Đến Bên Chàng (Ngọc Trọng), Đỗ Quỳnh Hương (Đức Huy), Hoang Vu (Đức Huy), Nếu Một Mai Em Sẽ Qua Đời (Phạm Duy) - Như Mai, Duy Tường
12. Chiều Cuối Tuần (Trúc Phương) - Phương Hồng Quế
13. LK Định Mệnh: Lời Cuối Cho Người Tình (Nguyên Vũ), Mảnh Tình Thương (Mạnh Giác), Định Mệnh (Song Ngọc) - Elvis Phương, Dalena
14. Duyên Tình (Xuân Tiên, Y Vân) - Hương Lan
15. Hạnh Phúc Trong Tim - Ngọc Huệ, Don Hồ

## 1991

### Paris By Night 15
Dẫn chương trình: Kim Anh & Trần Quốc Bảo
1. Nàng Giáng Tiên - Don Hồ
2. LK Mùa Thu: Mùa Thu Cho Em (Ngô Thụy Miên), Anh Đã Quên Mùa Thu (Tùng Giang, Nam Lộc), Mùa Thu Không Trở Lại (Phạm Trọng Cầu) - Elvis Phương, Ái Vân
3. Lệ Đá (Trần Trịnh, Hà Huyền Chi) - Dalena
4. Về Đây Em (Trịnh Nam Sơn) - Trịnh Nam Sơn
5. Tình Ca Mùa Hạ (Lê Đức Long) - Kim Anh
6. Tình Đời (Minh Kỳ, Vũ Chương) - Hương Lan, Thái Châu
7. Cánh Hồng Trung Quốc (Lời Việt: Trọng Khương) - Ý Nhi
8. Ngày Vui Qua Mau (Nhật Ngân, Đinh Việt Lang) - Chế Linh
9. Nuối Tiếc (Trịnh Nam Sơn) - Trịnh Nam Sơn, Ái Vân
10. Đi Tìm Tình Yêu - Ngọc Bích
11. LK Tình Có Như Không: Tình Có Như Không (Trần Thiện Thanh), Làm Sao Mà Quên Được (Phạm Duy, thơ: Nguyễn Tuất Phát), Thoáng Mây Bay (Đức Huy) - Don Hồ, Ý Nhi, Duy Hạnh, Phương Khanh, The Bolero
12. Em Đến Thăm Anh Đêm 30 (Vũ Thành An) - Anh Khoa
13. Đi Chơi Chùa Hương (Trung Đức, thơ: Nguyễn Nhược Pháp) - Ái Vân
14. Về Dưới Mái Nhà (Xuân Tiên, Y Vân) - Hương Lan, Thái Châu

### Paris By Night 14
Điều khiển chương trình: Ngọc Phu
1. Qua Cầu Gió Bay - Elvis Phương, Ái Vân
2. Sắc Hoa Màu Nhớ (Vì Dân) - Phương Dung
3. Unchaned Melody - Ngọc Bích
4. Everybody - Trizzie Phương Trinh
5. Malaguena Salerosa - Bạch Yến
6. Trăng Về Thôn Dã (Hoài An, Huyền Linh) - Công Thành, Lynn
7. Vọng Cổ Mẹ Dạy Con (Viễn Châu) - Hương Lan
8. Tình Hoa Bướm - Lynda Trang Đài
9. Nhìn Nhau Lần Cuối (Nguyễn Vũ) - Elvis Phương, Ái Vân
10. Vũ Nữ Thân Gầy (lời Việt: Phạm Duy) - Họa Mi
11. Con Đường Xưa Em Đi (Châu Kỳ, Hồ Đình Phương) - Chế Linh, Hương Lan
12. Anh Ở Đâu - Kim Anh (lời Việt: Tùng Giang)
13. Ghét Anh Ghê (Quốc Dũng, Lâm Hoài Thanh) - Công Thành, Lynn

### Paris By Night 13
Chương trình này còn được gọi là Paris By Night Đặc Biệt, chương trình sẽ kiêng kị con số 13 vì đây là con số được xem là không may mắn trong văn hoá phương Tây.
Dẫn chương trình: La Thoại Tân
1. LK Bé Yêu: Bé Yêu (Lam Phương), Đường Về Khuya (Lê Dinh, Minh Kỳ), Tôi Với Trời Bơ Vơ (Tùng Giang), Khi Người Yêu Tôi Khóc (Trần Thiện Thanh), Thiên Đàng Ái Ân (Lam Phương), Trời Còn Mưa Mãi, Bên Anh Đêm Nay - Như Mai, The Magic
2. Người Yêu Tôi Khóc (Trần Thiện Thanh) - Họa Mi, Elvis Phương
3. Thơ Ngây (Anh Việt) - Ái Vân
4. Thời Vàng Son - Lynda Trang Đài
5. Mười Năm Tình Cũ (Trần Quảng Nam) - Chế Linh
6. Dạ Khúc (Lời Viêt: Phạm Duy) - Họa Mi
7. Cô Hàng Nước (Vũ Minh) - Rick Murphy
8. Cay Đắng Bờ Môi (Châu Đình An) - Hương Lan
9. Ne Me Quitte Pas, If You Go Away - Bạch Yến
10. Bài Tango Cho Em (Lam Phương) - Ái Vân, Elvis Phương

### Paris By Night 12
1. LK Bolero: Lại Một Mùa Mưa (Văn Phụng), Xin Một Ngày Mai Có Nhau (Đức Huy), Tình Là Giấc Mơ (Lời Việt: Anh Bằng), Buồn Vương Màu Áo (Ngọc Trọng), Mãi Mãi Yêu Anh, Em Đẹp Như Mơ (Lời Việt: Vũ Xuân Hùng), Áo Ảnh (Y Vân) - Vân Thu, Duy Hạnh, Thúy Vi, Huỳnh Thi, Ý Nhi, Don Hồ, Ngọc Anh, The Bolero
2. Tình Bơ Vơ (Lam Phương) - Hương Lan, Tuấn Vũ
3. LK Cha Cha Cha: Chuyện Tình Yêu (Lời Việt: Phạm Duy), Người Yêu Cô Đơn (Đài Phương Trang), Bốn Màu Áo (Thanh Viên, Anh Thy), Tiếng Yêu Em (Lời Việt: Anh Bằng), Nào Biết Nào Hay - Như Mai, Lynda Trang Đài, Quốc Sĩ, Duy Tường, The Magic
4. Sao Anh Không Đến Bên Em (Lời Việt: Giáng Ngọc) - Jeannie Mai
5. Paris Và Anh (Tùng Giang) - Ái Vân
6. LK New Wave: Boulevard, Black Magic Woman, Words, Rhythm Of The Rain, First True Love, Slave, Love Is The Name Of The Game - Thúy Vi, Don Hồ, Ý Nhi, Duy Hạnh, Vân Thu, Huỳnh Thi, Ngọc Anh, The Bolero

## 1990

### Paris By Night 11
MC: La Thoại Tân
Danh mục chương trình:
1. Khúc Hát Ân Tình (Xuân Tiên, Song Hương) - Công Thành, Lynn
2. Chiều Trên Phá Tam Giang (Trần Thiện Thanh) - Lê Uyên
3. Nỗi Niềm (Tuấn Khanh) - Họa Mi
4. Cô Gái Yêu Vật Chất - Lynda Trang Đài
5. Chuyện Đêm Mưa (Nguyễn Hiền, Hoài Linh) - Hương Lan
6. Trình Diễn Thời Trang Áo Dài Thành Lễ 1990
7. Nhớ Chút Tình Bỏ Quên (Vô Thường) - Huỳnh Thi
8. Guitar Solo Giọt Nước Mắt Ngà (Ngô Thụy Miên) - Vô Thường
9. Nỗi Buồn - Thúy Vi
10. Tình Yêu Trả Lại Trăng Sao (Lê Dinh) - Kim Tuyến
11. Tình Nữ Khóc Than - Bạch Yến
12. Không (Nguyễn Ánh 9) - Công Thành, Lynn

### Paris By Night 10
(Việt Thảo và Hương Lan đồng MC)
Danh mục bài hát:
1. Đôi Mắt Giai Nhân (Lời Việt: Khúc Lan) - Lưu Bích
2. Tình Nghĩa Đôi Ta Chỉ Thế Thôi (Lam Phương) - Họa Mi
3. Tango Dĩ Vãng (Anh Bằng) - Băng Châu
4. Và Tôi Cũng Yêu Em (Đức Huy) - Quốc Anh
5. Xin Thời Gian Qua Mau (Lam Phương) - Thanh Tuyền
6. To Make It Right - Lynda Trang Đài
7. Cho Người Tình Lỡ (Hoàng Nguyên) - Khánh Hà
8. Tình Lạ (Lời Việt: Khúc Lan) - Anh Tú
9. Yêu Anh Bằng Cả Trái Tim (Lời Việt: Khúc Lan) - Lan Anh
10. Chỉ Có Một Người (Minh Kỳ) - Hương Lan